# Tratados Ansei
Los Tratados Ansei de las Cinco Potencias (安政五カ国条約 Ansei no gokakoku Jōyaku?), o simplemente Tratados Ansei, fueron una serie de tratados desiguales firmados en 1858 entre Japón por un lado, y Estados Unidos, los Países Bajos, Rusia, el Reino Unido y Francia por el otro. El primer tratado, también llamado tratado Harris, fue firmado en julio de 1858 con Estados Unidos, siendo seguido rápidamente por las otras cuatro naciones en las semanas siguientes.
Se los conoce como Ansei por haber sido firmados durante la era del mismo nombre, durante el reinado del emperador Kōmei.

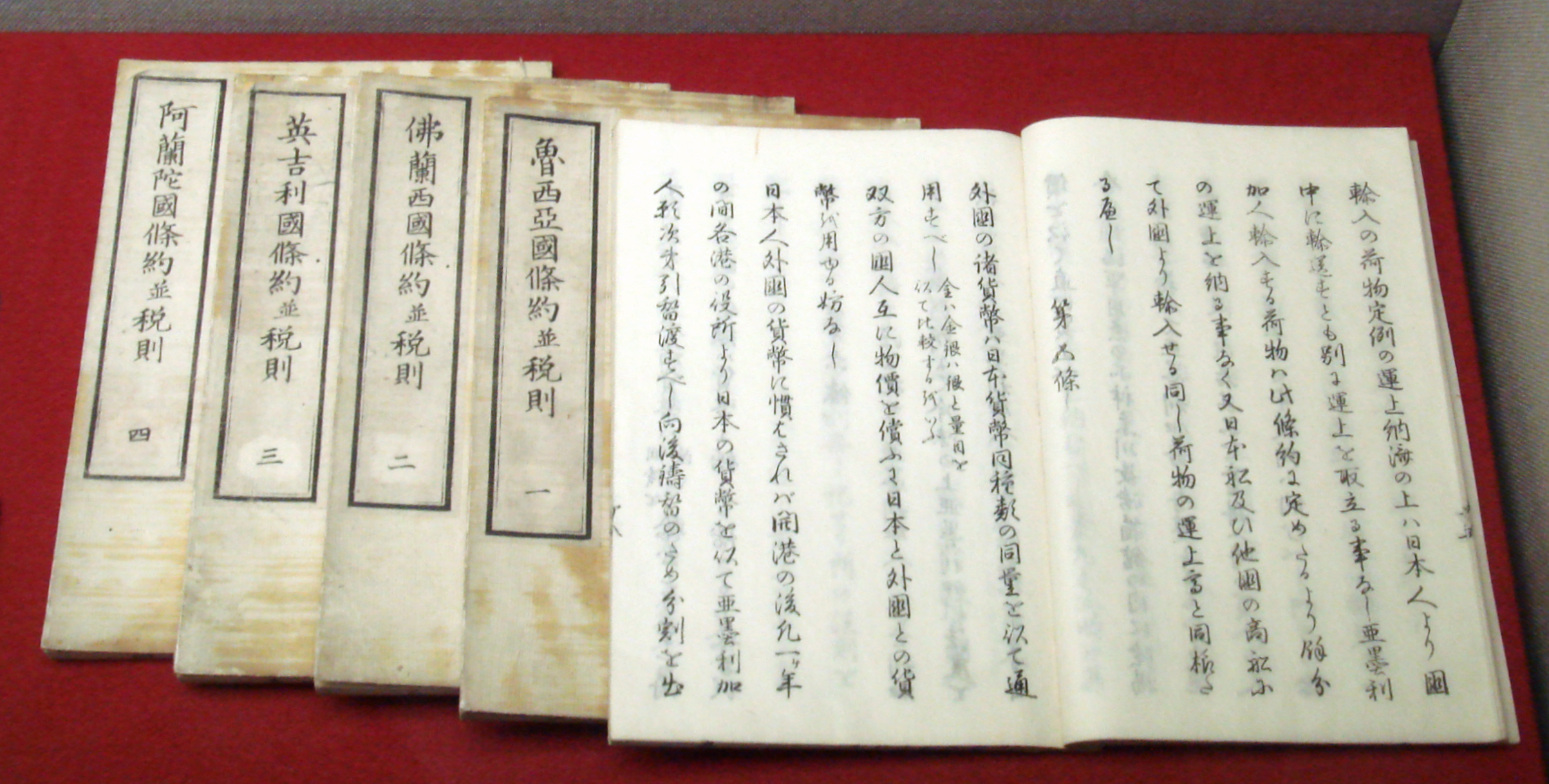
Tratados de amistad y comercio.

## Contenido
Los puntos más importantes de estos tratados fueron:
- Apertura de los puertos de Edo, Kobe, Nagasaki, Niigata y Yokohama al comercio extranjero.
- Permitir a ciudadanos extranjeros residir y comerciar a voluntad en dichos puertos (solamente el comercio de opio estaba prohibido).
- Intercambio de agentes diplomáticos.
- Un sistema de extraterritorialidad que colocara a los residentes extranjeros bajo las leyes de su país de origen, en lugar de las leyes japonesas.
- Impuestos bajos a importaciones y exportaciones, sujetas a control internacional, privando así al gobierno japonés de controlar el comercio exterior y proteger a las industrias nacionales.

## Composición
Los cinco tratados conocidos en conjunto como Tratados Ansei, son:
- El Tratado de Amistad y Comercio (Estados Unidos-Japón), firmado el 29 de julio de 1858.
- El Tratado de Amistad y Comercio entre los Países Bajos y Japón, firmado el 18 de agosto de 1858.
- El Tratado de Amistad y Comercio entre Rusia y Japón, firmado el 19 de agosto de 1858.
- El Tratado de Amistad y Comercio anglo-japonés, firmado el 26 de agosto de 1858.
- El Tratado de Amistad y Comercio entre Francia y Japón, firmado el 9 de octubre de 1858.

## Contexto

### Contexto internacional
Un mes antes de los tratados Ansei, en junio de 1858 se firmó el Tratado de Tientsin entre la China imperial de los Qing y Reino Unido, Francia, Rusia y EE. UU., en condiciones similares a las que después firmaría Japón. Este tratado daría fin a la primera fase de la segunda guerra del Opio.

### Autoridades
Japón a la fecha de los tratados estaba gobernado por el Shogunato Tokugawa, y en el lapso que duraron los tratados hubo un cambio en el puesto del shōgun, máximo líder militar del país. El primer tratado (Harris) fue firmado durante el mandato del shōgun Tokugawa Iesada, pero éste falleció unos días más tarde, el 14 de agosto. Los siguientes cuatro tratados fueron firmados bajo el mandato del shōgun Tokugawa Iemochi.
En cuanto a las potencias occidentales, Estados Unidos era presidido por James Buchanan, el Reino Unido era liderado por la reina Victoria, el imperio francés por Napoleón III, el imperio ruso por Alejandro II y el Reino de los Países Bajos por Guillermo III.
- Datos: Q1152499